# キリスト教学生会
キリスト教学生会（キリストきょうがくせいかい、Student Christian Association）、通称SCAは、主に大学において組織され、活動理念の根幹にキリスト教精神を据えている学生団体である。
また、通称であるSCAは、キリスト教青年会（キリストきょうせいねんかい、Young Men's Christian Association）、通称YMCAおよびキリスト教女子青年会（きょうじょしせいねんかい、 Young Women's Christian Association）、通称YWCAに代わる名称でもある。

### 活動中のSCA
- 東北学院大学SCA
- 同志社大学SCA